# Karoowia subchalybaeizans
Karoowia subchalybaeizans är en lavart som beskrevs av Hale. Karoowia subchalybaeizans ingår i släktet Karoowia och familjen Parmeliaceae.   Inga underarter finns listade i Catalogue of Life.